# 프랭키 칼

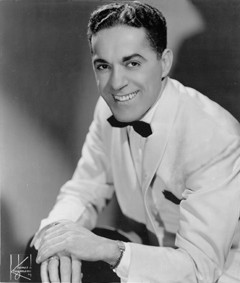

프랭키 칼(Frankie Carle, 본명: Francis Nunzio Carlone, 1903년 3월 25일 ~ 2001년 3월 7일)은 댄스 밴드의 리더로서도 저명한 피아노 주자이다. 15세 때 악계에 들어와 1930년대 말 할레트 악단에서 활약하였다. 그 후 호레스 하이트 악단을 거쳐 1943년에 자기 악단을 만들었다. 스타카토로 스윙을 잘하는 연주에 특색이 있다. 작곡도 일류이며 대표작은 <선라이즈 세레나데>, <낙엽>, <연인들의 자장가> 등이 있다.